# Canhoto da Paraíba
Francisco Soares de Araújo (Princesa Isabel, 9 de março de 1926 — Paulista, 24 de abril de 2008) foi um violonista e músico brasileiro. Era mais conhecido como Canhoto da Paraíba (e também por Chico Soares).
Por ser canhoto, tocava com o violão invertido, mas sem inverter as cordas, pois precisava compartilhar o mesmo violão com seus irmãos, destros. Embora fosse filho de pai violonista, não teve a oportunidade de aprender com ele exatamente por ser canhoto. Canhoto aprendeu a tocar sozinho.

## Biografia
Canhoto compôs choros com um "agradável sabor nordestino". Conta a lenda que ao ver Canhoto tocar pela primeira vez, Radamés Gnattali ficou tão impressionado que teria gritado um palavrão e jogado seu copo de cerveja para o teto e que o dono da casa, ninguém menos que Jacob do Bandolim, nunca teria apagado a mancha do teto para lembrar o momento (tudo indica que é apenas lenda). Pela extinta gravadora Rozenblit, gravou o disco "Único amor", que, recentemente, foi relançado em CD. Canhoto tinha a sensibilidade aguçada. Na ocasião, para acompanhá-lo, escolheu Henrique Annes, violonista de formação erudita que, mais tarde, viria a se tornar um dos maiores violonistas brasileiros. Já o produtor musical do disco foi Nelson Ferreira, grande maestro e arranjador de frevos. Outros discos de Canhoto da Paraíba foram: "Com Mais de Mil" (1997), produzido por Paulinho da Viola e "Pisando em brasa" (1993), que contou com as participações de Paulinho e do violonista Rafael Rabello. Junto com Paulinho da Viola, que produziu seu disco "O Violão Brasileiro Tocado pelo Avesso"  percorreu o Brasil no Projeto Pixinguinha, divulgando o choro.
Foi agraciado com o título de Patrimônio Vivo de Pernambuco.
Em 1998 sofreu um AVC que o deixou com o lado esquerdo do corpo paralisado, ficando assim impossibilitado de prosseguir com sua carreira e, em 2008, após infarto, morreu aos 82 anos.